# باز أحمر الذيل
الباز أحمر الذيل  (الاسم العلمي: Buteo jamaicensis) طائر جارح، يعيش في كل مكان من القارة الأمريكية الشمالية، من غرب ألاسكا وشمال كندا، وحتى الجنوب الأقصى من بنما وجبال الأنديز الغربية، وهو من أكثر البازيات انتشارا في أمريكا الشمالية.
يمكن للباز أحمر الذيل أن يتأقلم في أي مكان للعيش فيه، وله أربعة عشر نوعا فرعيا يختلفون في المظهر ومكان العيش، وهو من أكبر البازيات حجما في أمريكا الشمالية، حيث تتراوح كتلته ما بين 690 إلى 1600 غرام، وطوله ما بين 45 إلى 56 سنتمترا، أما المسافة بين جناحيه عند فردهما فهي 110 إلى 145 سنتمترا.

## الشكل والهيئة

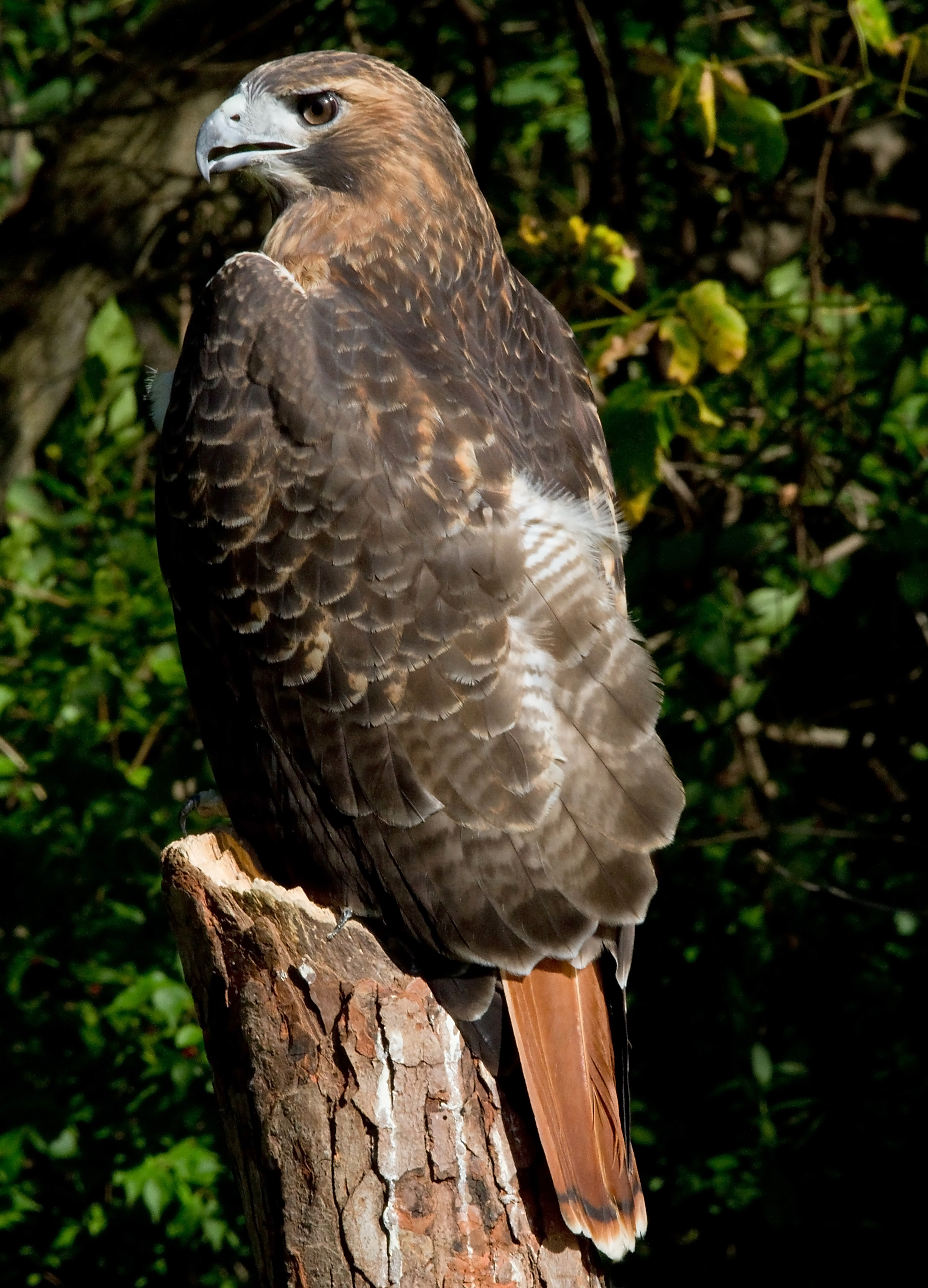
باز أحمر الذيل

أنثى الباز أحمر الذيل أكبر كتلة من الذكر، حيث تصل كتلتها إلى 2000 غرام، مقابل كتلة الذكر التي لا تتعدى 1300 غرام. أما ريشه فهو متعدد الألوان، وتختلف هذه الألوان من نوع فرعي لآخر، وكذلك حسب المنطقة التي يعيش فيها، ولكن شكله العام واحد لكل الأنواع الفرعية، فالبطن لونه أفتح من الظهر، وهناك خطوط بنية غامقة على البطن، وهناك أيضا الذيل الأحمر المميز، والذي منه اكتسب هذا الطائر اسمه، أما منقاره فهو قصير وغامق ومعكوف، وهو يملك ذيلا قصيرا عريضا وأجنحة سميكة كثيفة.
يمكن تمييز ما إذا كان الباز أحمر الذيل ناضجا أو غير ناضج بسهولة، وذلك عن طريق لون العيون، والذي يكون أصفر قبل النضوج، فعندما تنضج هذه الطيور (بعد ثلاث أو أربع سنين من خروجها من البيضة) تبدأ قزحيتها بالتحول التدريجي إلى اللون البني المحمرّ.

## الغذاء

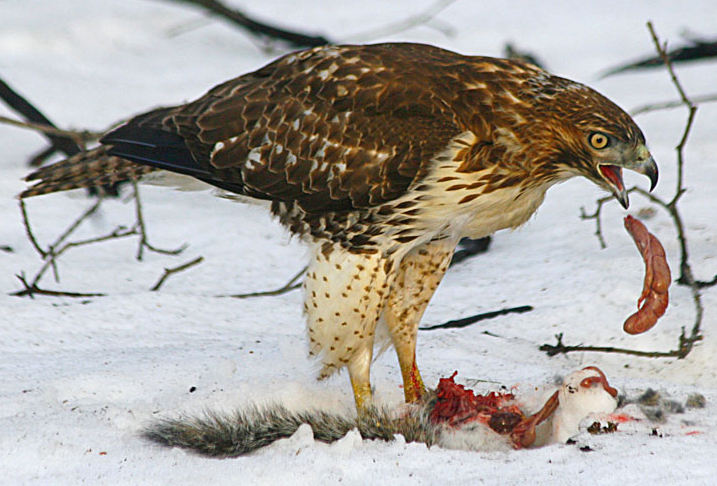
باز أحمر الذيل يأكل سنجابا

الباز أحمر الذيل من الحيوانات اللاحمة، وهو يعتمد في غذائه على الصيد، فهو يصيد الثديات الصغيرة، إضافة إلى بعض الطيور والزواحف، ويختلف غذاؤه حسب الموسم أو الوقت من السنة، إلا أن غذاءه المعتاد هو القوارض، ومنها الفئران والسناجب، أما الأغذية الأخرى فتشمل الأفاعي والخفافيش والأسماك والحشرات، ويأكل الباز أحمر الذيل في الشتاء ما كتلته 135 غراما تقريبا في اليوم الواحد.
يصطاد الباز أحمر الذيل من مكان مرتفع ومخفي، حيث ينقض على فريسته ويلتقطها وهو يطير، وأحيانا يقتل الفريسة وهو على الأرض.

## التكاثر

باز أحمر الذيل مع صغاره في عشّهم

ينضج الباز أحمر الذيل جنسيا عندما يصبح عمره سنتين، وهو من الحيوانات أحادية الزوج، أي أن الأزواج لا تفترق أبدا حتى يموت أحد الزوجين، فإن مات أحدهما بدأ الآخر بالبحث عن زوج جديد. ويقوم الزوجان بالدفاع عن عشهما معا لسنين عديدة، أما نمط المغازلة فيكون بطيران الذكر والأنثى مشكلين دوائر واسعة في السماء، وتصحب هذا الطيران صرخات الزوجين الحادة، وبعد تكرار هذه الحركات يقوم الذكر بإمساك مخالب الأنثى بمخالبه، وقد تدوم هذه الأنماط الغزلية عشر دقائق أو أكثر، ثم يقوم الزوجان ببناء عش من العيدان على شجرة كبيرة أو على حافة جبل مرتفعة، يبلغ قطر العش 71 إلى 97 سنتمترا، وارتفاعه قد يصل إلى 90 سنتمترا تقريبا، ويتكون العش من أغصان الأشجار، ويكون من الداخل (مكان جلوس الطيور) مغطى بلحاء الأشجار وأوراق الصنوبر وأجزاء أخرى من النباتات.
تقوم الأنثى بوضع البيض في فصل الربيع، فتضع بيضة واحدة أو اثنتين أو ثلاث، ثم تقوم باحتضان البيض، ويقوم الذكر بمساعدة الأنثى على احتضان البيض عندما تغادر العش للصيد أو لمجرد تحريك جناحيها، ويقوم الذكر بإحضار معظم الغذاء للأنثى بينما تقوم هي بالاحتضان.
وبعد 28 إلى 35 يوما يفقس البيض، ويستغرق يومين إلى أربع أيام حتى يفقس، وتكون الفراخ عاجزة بالكامل بعد الفقس، فتقوم الأنثى باحتضانها ويقوم الذكر بتوفير الغذاء للأنثى والفراخ، فتقوم الأنثى بتقطيع الطعام إلى قطع صغيرة لتطعم الفراخ. وبعد 42 إلى 46 يوما، تبدأ الفراخ بمغادرة العش لرحلات طيران صغيرة، ويبدأ الريش بالنبات عليها بعد عشرة أسابيع يتعلم الصغير خلالها الطيران والصيد.

## التربية والترويض
لأن الباز أحمر الذيل من الطيور الشائعة جدا وسهلة التدريب لأغراض الصيد، فإن أكثر طائر يصطاد لأغراض الصيد في أمريكا الشمالية هو الباز أحمر الذيل، إذ يتم صيده قبل أن ينضج نضجا كاملا ليسهل ترويضه والسيطرة عليه، وبعد ذلك يتم تدريبه على الصيد، وعندما يصبح جاهزا يخرج الصياد فيتبعه الباز باحثا عن فريسة لاصطيادها، وعندما يصطاد الباز فإنه لا يحضر الصيد للصياد، بل على الصياد أن يحدد مكانه ويذهب إليه، ثم يبادله الصيد، أي يقوم الصياد بتقديم بعض اللحم للباز مقابل الصيد الذي اصطاده.